# Skeppsgossekåren
Skeppsgossekåren var en organisation verksam inom svenska flottan från 1685 till 1939, med uppgift att värva, fostra och utbilda unga pojkar i sjömanskap.

## Historia
Sedan slutet av 1500-talet vet man att det funnits pojkar ombord på svenska flottans fartyg och av erfarenhet kände man till att dessa pojkar med åren blev duktiga sjömän. Under slutet av 1600-talet skedde en markant upprustning av den svenska flottan. En örlogsbas anlades i Karlskrona, nya fartyg byggdes och båtsmanshållet utökades. Man önskade också att på andra sätt än genom indelningsverket utbilda och kontraktsanställa manskap samt lägre officerare. Sålunda satte man 1685 upp skeppsgossekåren som förlades i Karlskrona, men den första rullan över skeppsgossar är från 1677. Lägsta antagningsålder till skeppsgossekåren var den första tiden 8 år. 1848 höjdes åldern till 13 år (förutom de skeppsgossar som gick musikutbildning där 8 år fortsatte att gälla som lägsta ålder). 1899 bestämdes den lägsta åldern till 15 år. När en skeppsgosse hade blivit 18 år blev han så kallad karlskriven, vilket innebar att han lämnade skeppsgossekåren och blev matros i örlogsflottan och kontraktsbunden på sex år. Vanligtvis blev söner till örlogssjömän skeppsgossar. I skeppsgossekåren fanns även en filantropisk sida genom att den också tog emot fattiga och föräldralösa barn.
1692 bestämde Karlskronas prästerskap att eleverna också skulle lära sig läsa och skriva vilket då var ovanligt bland unga pojkar.
De elever som visade prov på goda resultat och blev duktiga i sjömanskap skulle få lära sig navigation för att längre fram i tiden kunna utbilda sig till styrmän. Skeppsgossekåren skulle även fostra sina elever till goda och gudfruktiga medborgare. Hård disciplin och husaga var vanligt förekommande, även pennalism förekom. Många pojkar rymde från kåren. Under vintertid ägnades den mesta tiden åt studier och gymnastik. Skeppsgossarna var under denna tid på året inhysta i en kasern med plats för 400 pojkar. Sommartid tillbringade man på olika fartyg till sjöss.
Skeppsgossekåren i Karlskrona blev 1832 organiserad i två skeppsgossekompanier. 1902 tillkom ett tredje kompani. Under åren 1778–1826 fanns en särskild skeppsgosseskola i Sveaborgs fästning. Dessa skeppsgossar tillhörde skärgårdsflottans finska eskader. Tidvis har det även funnits skeppsgossekompanier i Stockholm och Göteborg. Stockholms skeppsgossekompani blev avvecklad 1854 och Göteborgs kompani gick samma väg 1848. 1907 organiserades det en skeppsgossekår i Marstrand bestående av två kompanier. Marstrandskompanierna hörde till Stockholms örlogsstation.
Skeppsgossekårens började avvecklas 1937, när de 4:e och 5:e kompanierna i Marstrand uppgick i 2:a respektive 1:a kompanierna i Karlskrona. Kåren upphör helt som institution 1939.

### Skolfartyg

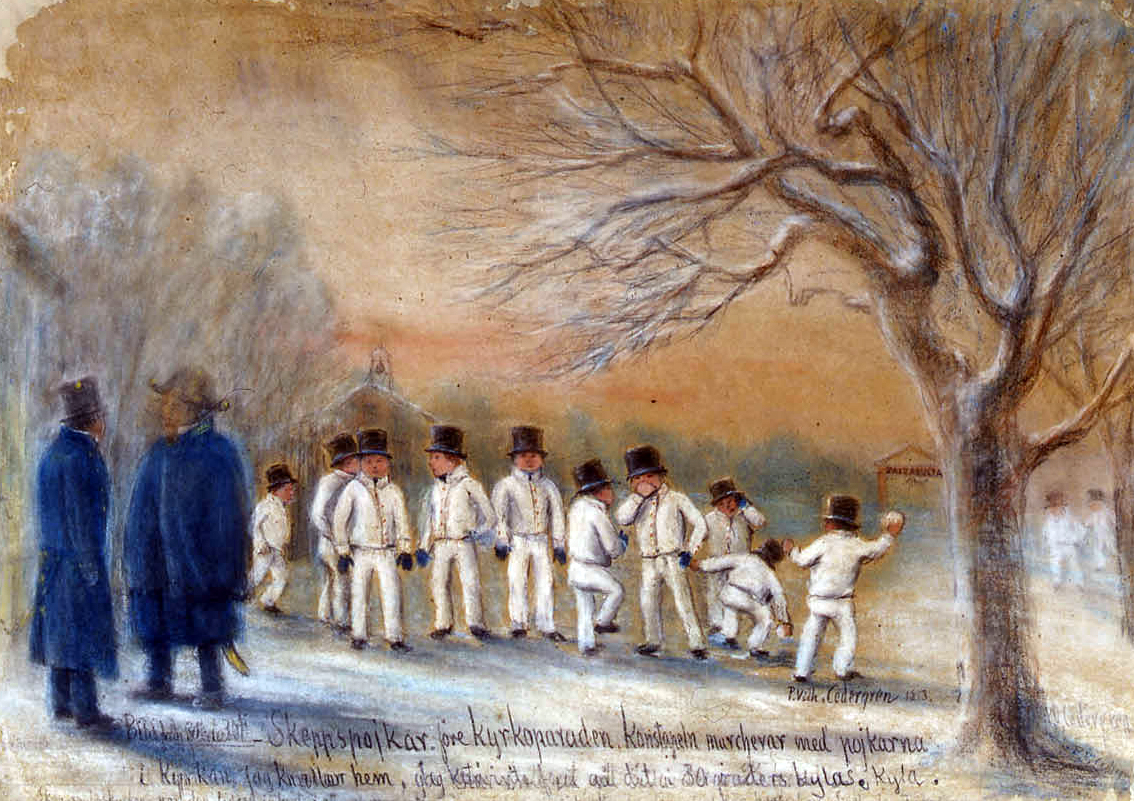
Skeppsgossar före kyrkoparad, pastell av Per Wilhelm Cedergren, 1883

- Diana 1799–?
- HMS Snappopp 1860–?
- HMS Skirner 1867–?
- HMS Gladan 1881–1924Skeppsgossar före kyrkoparad, pastell av Per Wilhelm Cedergren, 1883
- HMS Najaden 1897–1938
- HMS Jarramas 1909–1942
- HMS Falken 1923–1932
- HMS af Chapman 1923–1934

### Bemärkta skeppsgossar
- Henrik af Trolle, (1730–1784), amiralgeneral
- Johan af Puke, (1751–1816), amiralgeneral
- Carl Ulner, (1759–1859), sjöminister
- Carl af Klint, (1774–1840), konteramiralSkeppsgossekasernen Anckarstierna i Karlskrona, efter vykort

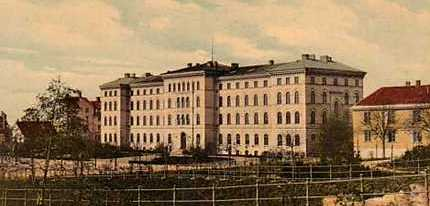
Skeppsgossekasernen Anckarstierna i Karlskrona, efter vykort

- Carl Johan af Wirsén, (1777–1825), viceamiral
- Anders Almlöf, (1793–1858), kartograf
- Per Wilhelm Cedergren, (1823–1896), marinmålare
- Emil Dahlström (1886–1944), musiker och kompositör
- Albin Ahrenberg, (1889–1968) , flygpionjär
- Bildsköne Bengtsson (1893–1966), dynamitard
- Harry Hednoff, (1896–1982), musiker
- Harry Martinson, (1904–1978), författare
- Ernfrid Bogstedt, (1908–1989), konstnär

John Rumenius ( 1911-2000 ) författare, sjökapten

### Galleri

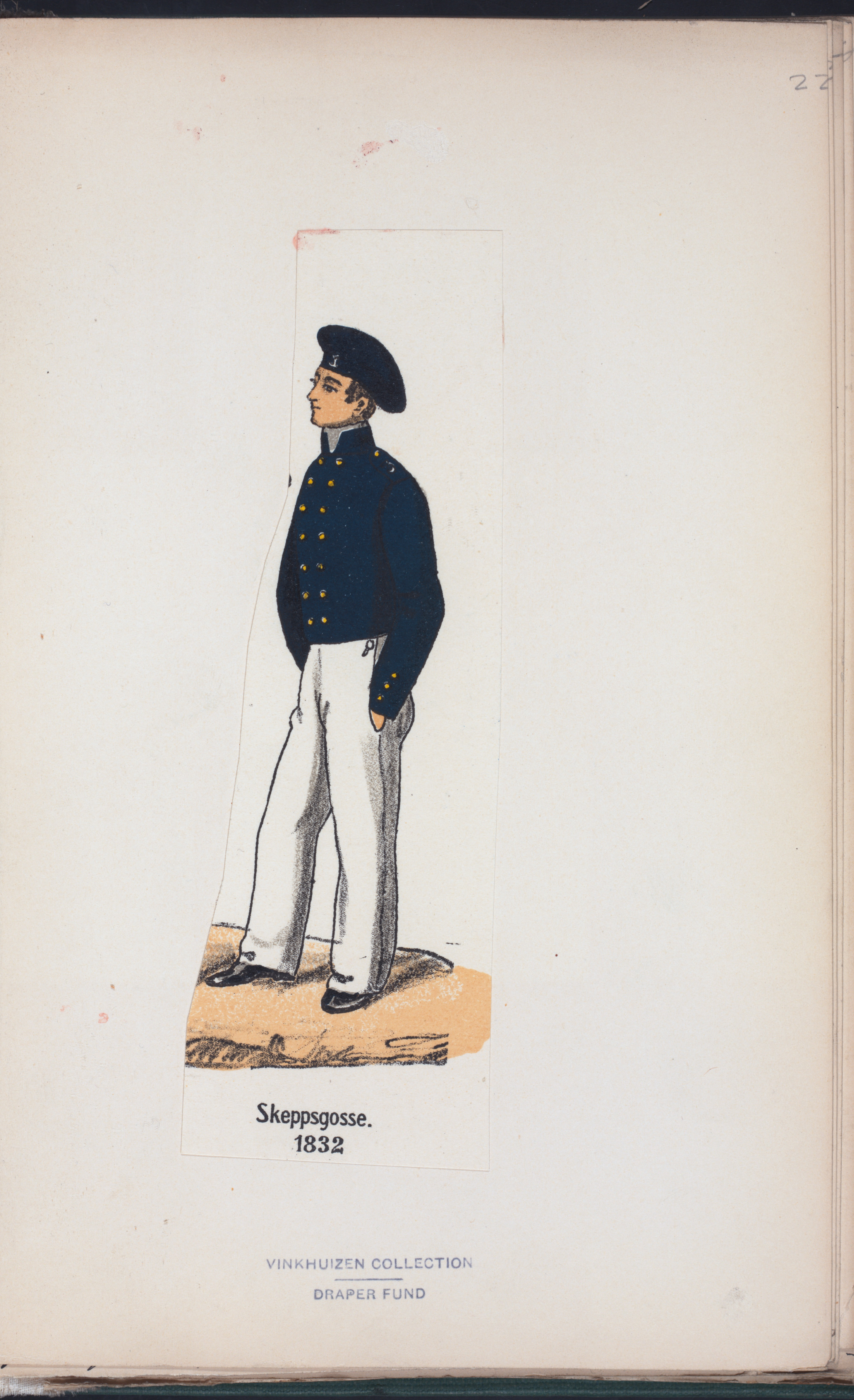
Skeppsgosse 1832.
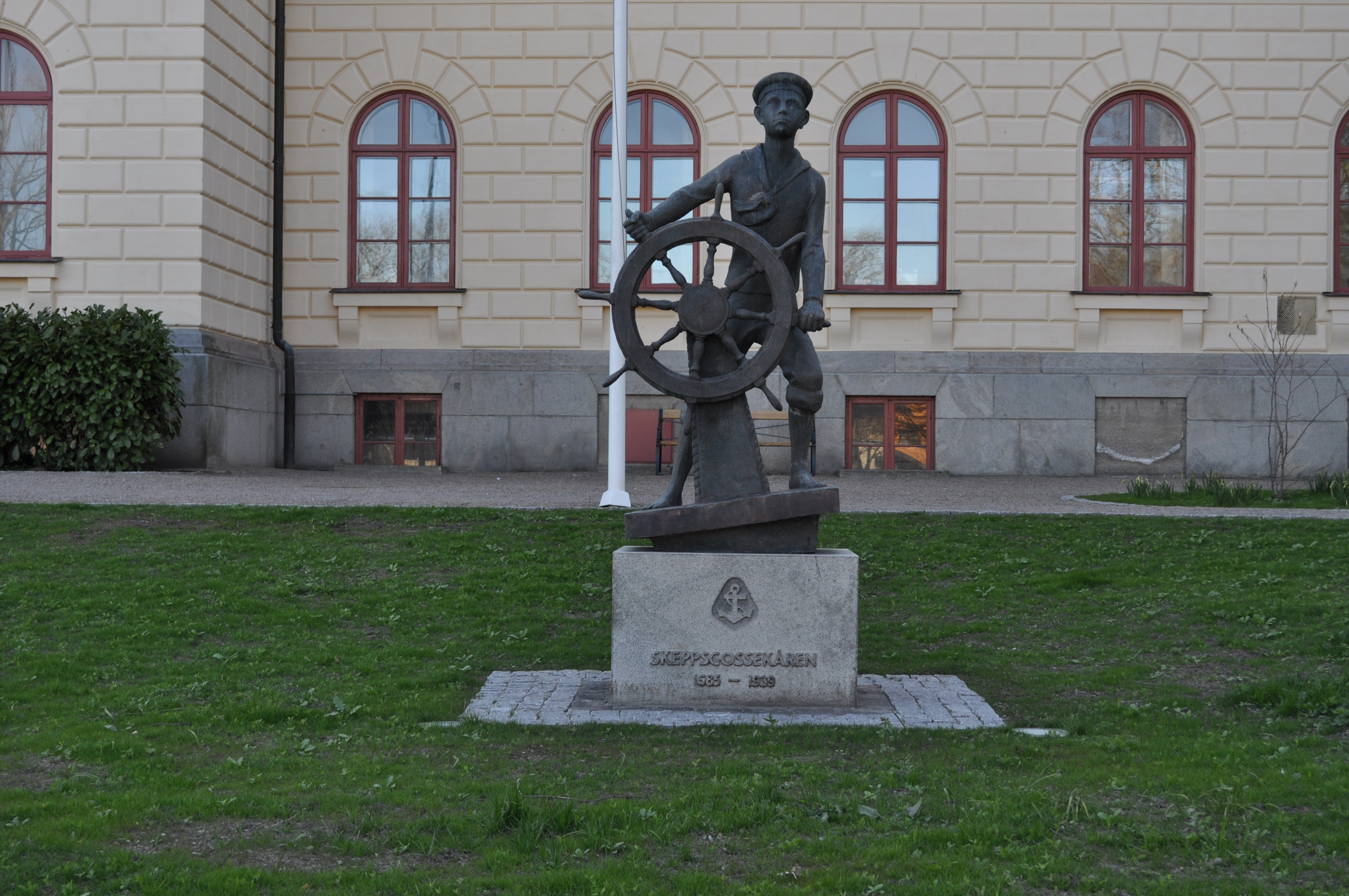
Staty vid skeppsgossekasernen Anckarstierna.
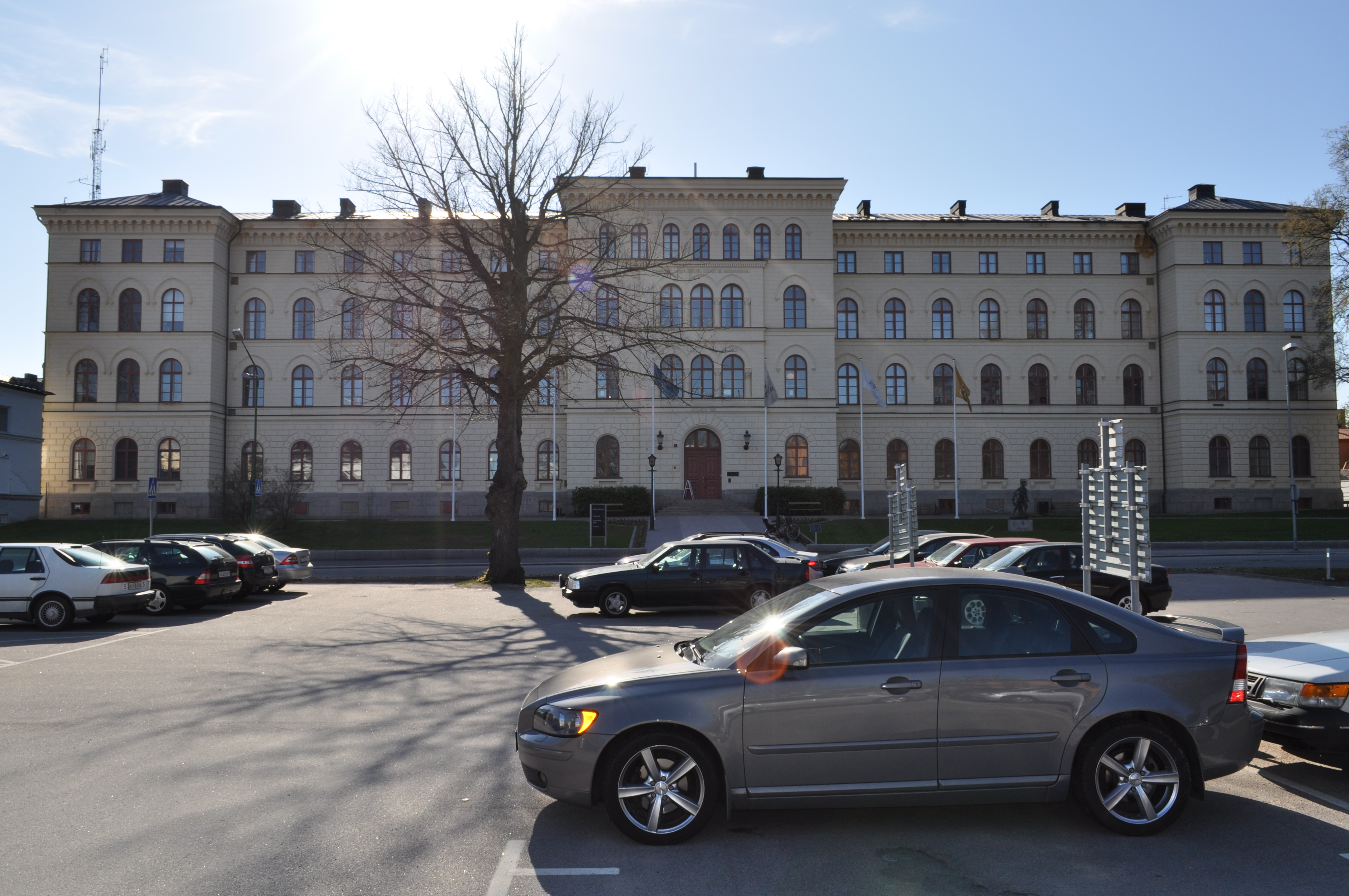
Skeppsgossekasernen Anckarstierna 2010.
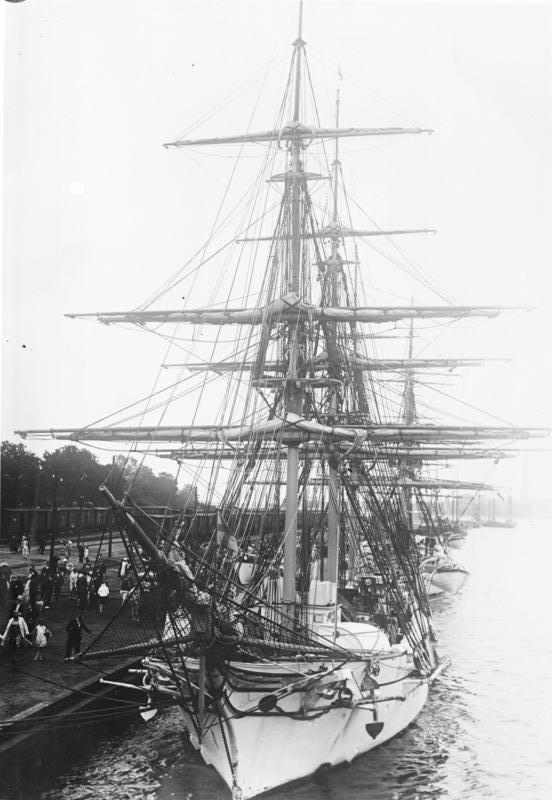
Najaden på besök i Swinemünde 1930.

## Film
- Hur skeppsgossarna hade det på Najaden och af Chapman 1936. SVT Arkiv
- Skeppsgossar på Jarramas 1919 (utan ljud). SVT Arkiv